# Брдо (Домжале)
Брдо (словен. Brdo) је насељено место у општини Домжале, Средњесловенска регија, Словенија.

## Историја
До територијалне реорганизације у Словенији било је у саставу старе општине Домжале.

## Становништво
У попису становништва из 2011. године, Брдо је имало 100 становника.
| Број становника према пописима | Број становника према пописима | Број становника према пописима |
| ------------------------------ | ------------------------------ | ------------------------------ |
| 1991                           | 2002                           | 2011                           |
| 78                             | 83                             | 100                            |

Напомена: Године 1992. смањен за део насеља који је проглашен за ново самостално насеље Добовље. Године 2004. умањено за део насеља који је припојен насељу Добовље.

## Галерија
- табла на улазу
- пејзаж